# Conus mappa granarius
Conus mappa granarius is een ondersoort van de zeeslakkensoort Conus mappa, uit het geslacht Conus. De slak behoort tot de familie Conidae. Conus mappa granarius werd in 1786 beschreven door Lightfoot. Net zoals alle soorten binnen het geslacht Conus zijn deze slakken roofzuchtig en giftig. Zij bezitten een harpoenachtige structuur waarmee ze hun prooi kunnen steken en verlammen.